# 질리언 앤더슨
질리언 앤더슨(Gillian Anderson, OBE, 1968년 8월 9일 ~ )은 미국의 배우이다. 텔레비전 시리즈 《엑스파일》의 FBI 특수요원 다나 스컬리 역으로 전세계적으로 알려졌다.

## 생애
1990년대 후반 KBS 《연예가중계》에서 미국 드라마 X파일을 해외 소식으로 잠깐 다루었는데 세계 각국에서 방영된 더빙판 X파일들이 20여개(20개 이하)에 달한다며 몇가지 더빙 목소리를 시청자들에게 주었다. 질리언 앤더슨은 각국에서 더빙한 스칼라 요원의 목소리들 중에서 서혜정씨가 더빙한 목소리가 가장 자신의 마음에 든다고 평가하였다.

## 출연 작품

### 영화
- 엑스파일: 미래와의 전쟁 (1998) - 데이나 스컬리 요원 역
- 모노노케 히메 (1999) - 모로 역 (영어 더빙)
- 라스트 킹 (2006)
- 엑스파일: 나는 믿고 싶다 (2008) - 데이나 스컬리 요원 역
- 하우 투 루즈 프렌즈 (2008)
- 쟈니 잉글리쉬 2: 네버다이 (2011)
- 시스터 (2012) - 크리스틴 얀센 역
- 섀도우 댄서 (2012)
- 코쿠리코 언덕에서 (2013) - 호쿠토 미키 박사 역 (영어 더빙)
- 비뚤어진 집 (2017)
- 나를 차버린 스파이 (2018)
- 페일 블루 아이 (2022) - 줄리아 마르퀴스 역

### 텔레비전
- 엑스파일 (1993-2002, 2016-18) - 데이나 스컬리 요원 역
- 더 폴 (2013-16) - 스텔라 깁슨 역
- 한니발 (2013-15)
- 크라이시스 (2014)
- 전쟁과 평화 (2016)
- 오티스의 비밀 상담소 (2019-2023) - 질 밀번 역
- 더 크라운 (2020) - 마거릿 대처 역